# 2013年世界田径锦标赛英国代表团
参加在 俄羅斯莫斯科举行的2013年世界田径锦标赛的英国代表团取得了三枚金牌和两枚铜牌，在奖牌榜上排第7名。

## 获得的奖牌
| 奖牌 | 运动员            | 项目            |
| ---- | ----------------- | --------------- |
| 金牌 | 穆罕默德·法拉     | 男子10000米长跑 |
| 金牌 | 克莉斯汀·奥胡鲁古 | 女子400米跑     |
| 金牌 | 穆罕默德·法拉     | 男子5000米长跑  |
| 銅牌 | 不適用            | 女子4×400米接力 |
| 銅牌 | 蒂法尼·波特       | 女子100米栏     |

## 引用
1. ↑  . 国际田联.   [2013-08-18]. （原始内容存档于2018-01-08）.（英文）